# Paul Flatters

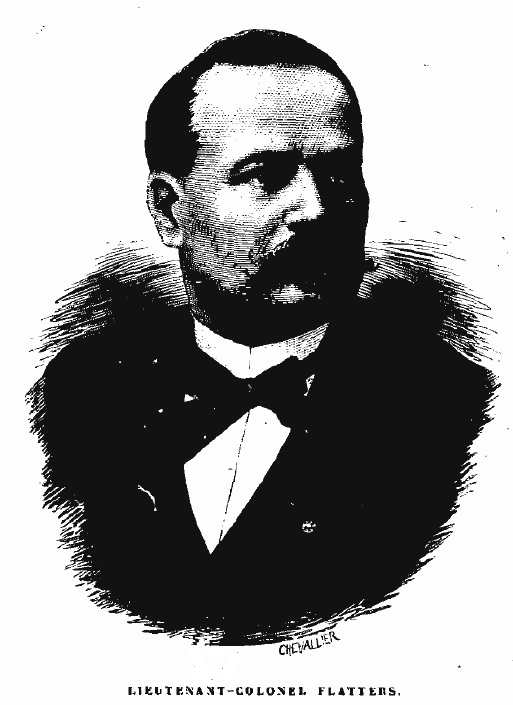
Paul Flatters

Paul François Xavier Flatters (* 16. September 1839 in Laval (Mayenne); † 16. Februar 1881 in der Sahara) war ein französischer Offizier und Afrikaforscher. Er starb auf einer Expedition zur Erkundung einer Trasse für die Transsahara-Bahn.

## Leben
Paul Flatters wurde 1853 Unterleutnant der Infanterie und 1855 Leutnant, 1864 avancierte er zum Capitaine und 1871 wurde er Bataillonschef. Am 3. Mai 1879 wurde der Lieutenant-Colonel und sollte eigentlich aus Algerien, wo er längere Zeit gedient hatte, nach Frankreich zurückkehren, wurde dann aber mit der Erkundung der Strecke für eine Eisenbahnlinie von Tunis zum Tschad-See über Timbuktu in den Senegal beauftragt.
Am 5. März 1880 brach er mit 39 Personen von Ouargla Richtung Süden auf. Von Timassinin (heute Bordj Omar Driss) wandte er sich nach Südosten. Am 16. April 1880 kampierte er am (temporären) Menghoughsee, 35 km westlich von Illizi. Am 17. Mai kehrte er nach Erforschung des ersten Teils der Strecke nach Ouargla zurück und bereitete von dort aus eine neue Expedition vor.

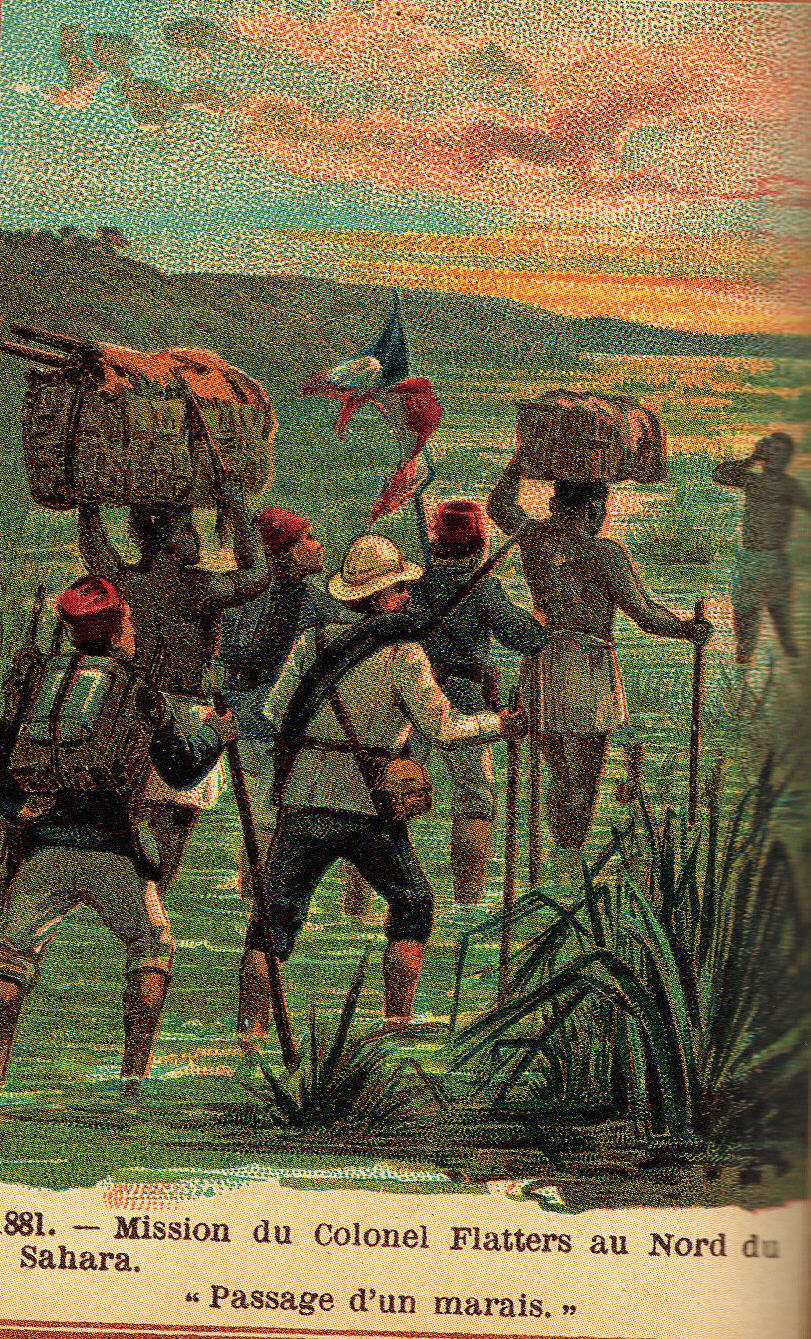
Schokoladen-Sammelbild zur Expedition Flatters'

Zu dieser brach er mit 92 Männern und mehr als 300 Kamelen am 4. Dezember 1880 auf. Er hielt auf Asiou zu, von wo aus er ohne Probleme in den Sudan zu gelangen hoffte. Am 16. Februar 1881 kam er in Bir-el-Gharama, etwa 200 Kilometer nördlich von Asiou, an. Dort hatten sich rund 600 Männer aus den Tuareg-Stämmen Senoussya, Hoggar und Ouled-Sidi-Cheikh versammelt. Sie überfielen die Expedition und töteten Paul Flatters, den Capitaine Masson, die Ingenieure Roche und Béringer, den Arzt Guiard, den Quartierhauptmann Dennery und etliche weitere Personen.
Flatters hatte einem der Anführer der Tuareg, Ahitigal, Nachricht von seinem Vorhaben, das Gebiet zu durchqueren, geschickt. Die Planung einer Eisenbahnlinie durch die Sahara war den Tuareg, die unter anderem von den Karawanen in ihrem Gebiet lebten, jedoch nicht willkommen, und Ahitigal hatte Flatters davor gewarnt, mit seiner Expedition sein Gebiet zu betreten. Doch Flatters hatte darauf keine Rücksicht genommen und seine Route beibehalten. Bei Amguid hatte er unter Führung zweier Tuareg vom Stamm der Ifora das ihm völlig unbekannte Gebiet der Hoggar betreten. In südöstlicher Richtung war die Gruppe in die Ebene von Amadror weitergezogen, die zwischen den Tassilibergen im Norden und dem Hoggargebirge im Süden lag. Als Ahitigal merkte, dass Flatters seinen Rat, das Gebiet unberührt zu lassen, nicht befolgte, schickte er ihm seinen Sohn Attici ould Chikat mit einigen Abgesandten entgegen, um ihn tiefer in sein Territorium zu locken. Attici beredete Flatters, seine Ifora-Führer zu entlassen und sich den einheimischen Tuareg anzuvertrauen. Die neuen Führer leiteten die Expedition in die Berge und schlugen schließlich vor, die vom Wassermangel bedrohte Gruppe zu trennen. Sämtliche Tragtiere sollten mit leeren Wasserbehältern vorausziehen und für den Rest der Gruppe frisches Wasser bringen. Flatters willigte ein, ließ die Tragtiere unter Führung der Tuareg und begleitet von einem Offizier, dem Arzt, zwei Ingenieuren und weiteren Personen vorangehen und blieb mit dem Rest der Gruppe in einem Biwak zurück, um auf den Wassertransport zu warten. Hier wurde er mit seinen Begleitern von den Tuareg überfallen, die beinahe die ganze zurückgebliebene Gruppe niedermetzelten.

## Folgen der Expedition
Die Überlebenden befanden sich rund 700 Meilen von Ouargla entfernt und hatten zwar noch Feuerwaffen, aber keine Kamele mehr. Dennoch beschlossen sie, zu Fuß in ihre Basisstation zurückzukehren. Sie bewegten sich zunächst Richtung Amguid, bemerkten aber schnell, dass sie von den Tuareg verfolgt wurden und mit einem Angriff rechnen mussten. Zwei Tage vor der erwarteten Ankunft in Amguid nahmen einige Tuareg Kontakt mit den Fliehenden auf, gaben sich freundlich und versorgten sie mit Essen. Allerdings waren die Speisen mit Ifalezlez (Bilsenkraut) vergiftet, einer Pflanze, deren Alkaloide Hyoscyamin und Scopolamin Halluzinationen und Desorientierung verursachen. Dennoch überlebten einige der Expeditionsteilnehmer und versuchten weiterhin, aus der Wüste zu entkommen. Vor Amguid kam es zu einem Feuergefecht. Die Tuareg zogen sich zunächst zurück, fingen dann aber an, vor den Augen der Expeditionsteilnehmer Gefangene zu töten, indem sie sie von Felsen stürzten oder enthaupteten. Der letzte französische Offizier fiel im Kampf, und die Flüchtenden wurden nun von Sergeant Pobeguin geleitet. Im Schutz der Dunkelheit konnte er die Überlebenden über Amguid hinausführen und den 450 Meilen langen Weg nach Ouargla antreten lassen. Zahlreiche Personen, darunter auch Pobeguin, starben auf diesem Weg. Vor Hunger gingen die letzten Expeditionsteilnehmer schließlich zum Kannibalismus über und aßen die Verstorbenen auf. Am 28. März 1881 erreichten einige Überlebende Ouargla.
Unter der Führung des Leutnants Dianous kamen am 4. April 1881 die letzten Überlebenden der Schlacht und des Rückzugs in Messeguem an. Von den 93 Expeditionsteilnehmern kehrten nur wenige zurück. Die Aufzeichnungen, die unterwegs gemacht worden waren, waren verloren. Nur anhand einiger Briefe, die Flatters unterwegs geschrieben hatte, ließ sich ein Teil seiner Beobachtungen rekonstruieren. Diese höchst unvollständigen Nachrichten blieben für längere Zeit für die Europäer die sichersten Informationen über die Zentralsahara.
Während der französischen Kolonialzeit wurden der Ort Flatters (jetzt Bénairia) und das Fort Flatters (jetzt Bordj Omar Driss) in Algerien nach Paul Flatters benannt. Paul Flatters’ missglückte Expedition durch Afrika wurde 2007 von Michael Asher in seinem Werk Sands of Death thematisiert.

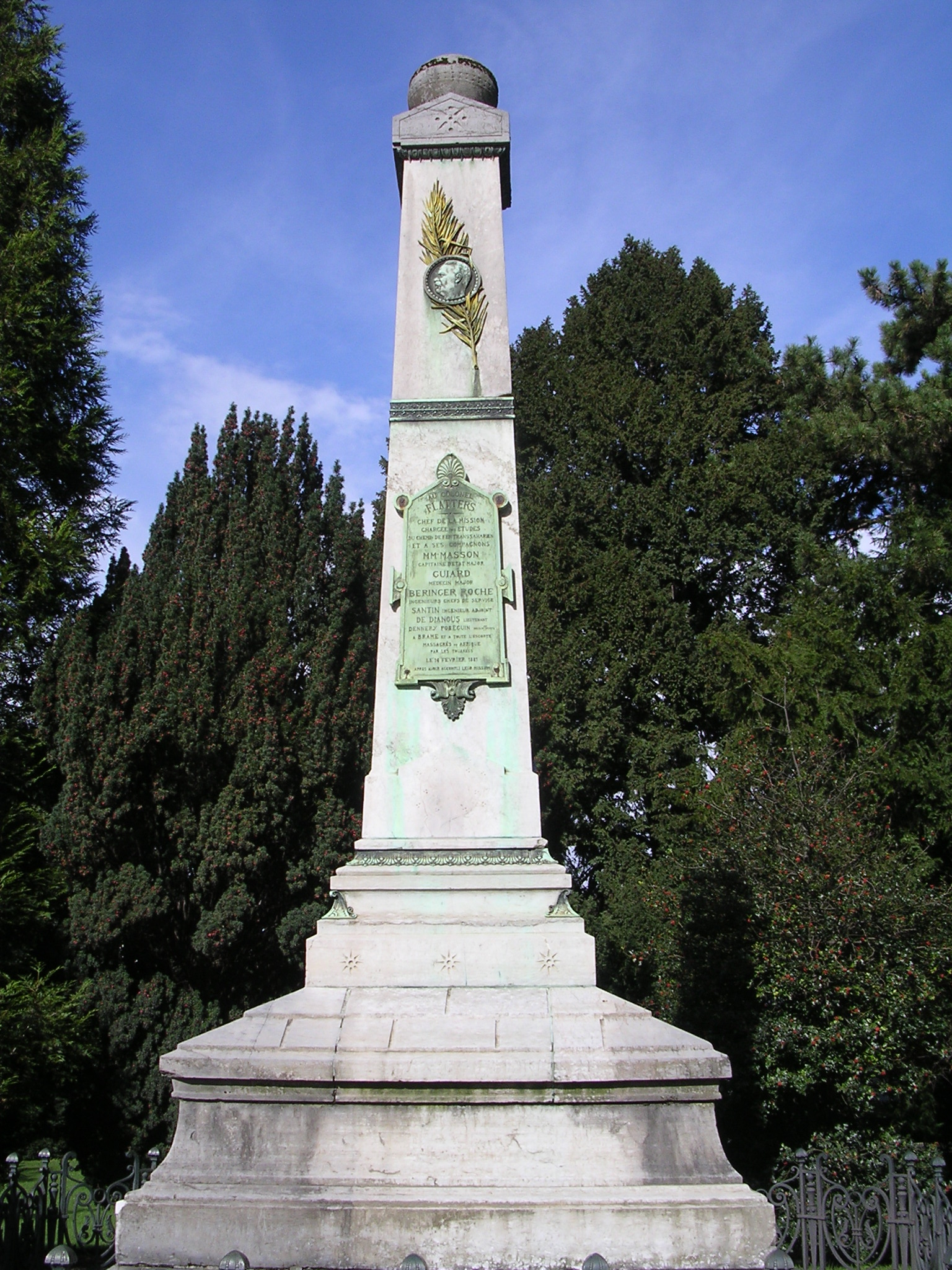
Denkmal in Paris